# Gymnobracon superba
Gymnobracon superba är en stekelart som först beskrevs av Gyöö Viktor Szépligeti 1908.  Gymnobracon superba ingår i släktet Gymnobracon och familjen bracksteklar. Inga underarter finns listade i Catalogue of Life.